# ضبط النفس (عسكريا)
يشير ضبط النفس في الجيش أو الجماعات المسلحة، أثناء الحرب أو العصيان، إلى "السلوك الذي يشير إلى إجراءات متعمدة للحد من استخدام العنف" بهدف دعم المبادئ الحديثة والمهنية للحرب، والحقوق الإنسانية، وتقليل التداعيات السياسية والعسكرية.

## خلفية
في القرن السابع عشر، حاول هوغو غروتيوس وضع قوانين؛ لتكون بمثابة تقييد للعنف أثناء الحرب. قائلاً:
"................. وأنه عندما يتم رفع السلاح مرة واحدة، لا يعود هناك أي احترام للقانون، الإلهي أو البشري؛ وكأن الأمر، بموجب مرسوم عام، قد أطلق العنان للجنون لارتكاب جميع الجرائم."

## مفاهيم ذات صلة
منذ فبراير/شباط 2010، اتبعت قوات المساعدة الدولية لإرساء الأمن في أفغانستان سياسة " ضبط النفس الشجاع" أثناء عملية الحرية الدائمة. دعت هذه السياسة إلى استخدام القوة غير المميتة ضد غير المقاتلين حتى في أصعب المواقف.
وصف الباحثون والمعلقون الآخرون نهج الهند في الانتقام والاستراتيجية العسكرية والقضايا الجيوسياسية الأخرى بأنه " ضبط النفس الاستراتيجي". لكن آخرين يعارضون هذه التسمية أو يشيرون إلى تحول عنها في السنوات الأخيرة.
طرح الباحث جيمس رون فكرة " ضبط النفس البربري" بعد دراسة القضية الفلسطينية. قائلاً:-
"مما دفع القادة الإسرائيليين وقواتهم إلى تطوير أساليب مبتكرة للعقاب غير المميت؛والتي تزيد من معاناة الفلسطينيين، مع تجنب الانتهاكات الصارخة للإجراءات الرسمية. ......... لقد أطلقت على مجموعة العنف الناتجة اسم "ضبط النفس البربري".

## أنظر أيضا
- ضبط النفس (كتاب)
- نظرية الحرب العادلة